# فهرست فرمانروایان نروژ

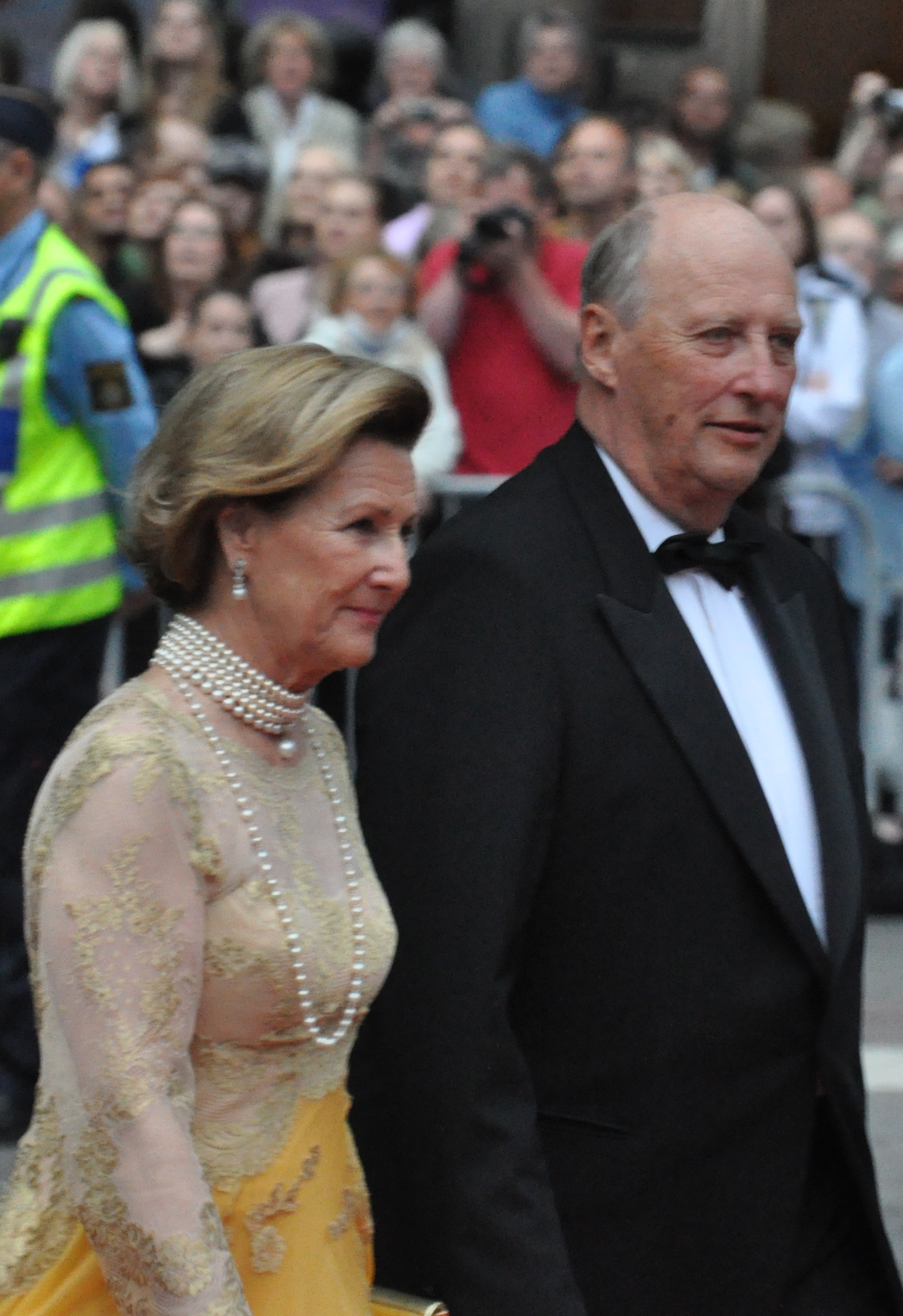
شاه هارالد پنجم و ملکه سونیا

وایکینگ‌ها مهم‌ترین اقوامی بودند که در نروژ سکنی داشتند. از سده چهاردهم تا ۱۸۱۴ پادشاهان دانمارکی بر نروژ به صورت بخشی از قلمرو خود حکومت می‌کردند، نروژ، در پایان جنگ‌های ناپلئونی، کوشید تا مجدداً خودمختار گردد، ولی این کشور به زیر حکمرانی پادشاهان سوئدی درآمد، هرچند به پارلمان مجزای نروژ استقلال زیادی داده شد. رشد ملی‌گرایی در نروژ فشار بسیاری را بر اتحاد با سوئد وارد کرد، در ۱۹۰۵ - به دنبال رأی نروژیان مبنی بر لغو این اتحاد - اسکار دوم پادشاه سوئد ادعای خود را بر تاج نروژ رها کرد تا جدایی صلح‌آمیز این کشور میسر شود. به دنبال رد پذیرش تخت سلطنت نروژ از سوی یک شاهزاده سوئدی، با مراجعه به آراء عمومی پرنس کارل دانمارکی - با لقب هاکون هفتم - پادشاه نروژ شد. نروژ در جنگ جهانی اول بی‌طرف بود و در جنگ جهانی دوم نیز اعلام بی‌طرفی کرد، ولی به دست نیروهای آلمانی اشغال شد (۱۹۴۰). آلمانها دولت دست‌نشانده‌ای به رهبری ویدکون کویسلینگ برپا کردند. نروژ طی سال‌های ۱۹۴۰ تا ۱۹۴۵ در اشغال آلمان بود و قسمت‌های زیادی از کشور طی جنگ ویران شد و ساختمان‌ها، کارخانجات، و بخش عمده شهرها بمباران و با خاک یکسان شد. بیشتر اجناس کمیاب شدند و بسیاری از مردم دوران سختی را تجربه کردند.

## کلید
| P  | Period of rulership     |
| I  | دوره مستقل              |
| D  | اتحاد با دانمارک        |
| S  | اتحاد با سوئد           |
| DS | اتحاد با دانمارک و سوئد |
| R  | فترت                    |

## دودمان سویر
| P | نام                                                 | تصویر | زاده                                                            | همسر                                                                                               | درگذشته                          |
| - | --------------------------------------------------- | ----- | --------------------------------------------------------------- | -------------------------------------------------------------------------------------------------- | -------------------------------- |
| I | هاکون چهارم هاکونسون هاکون پیر ۱۲۱۷–۱۲۶۳            |       | ح. ۱۲۰۴ Folkenborg پسر نامشروع هاکون سوم و اینگا وارتایگ        | Margrete Skulesdatter ۲۵ مه ۱۲۲۵ برگن چهار پسر                                                     | ۱۶ دسامبر ۱۲۶۳ کیرکوال ۵۸–۵۹ سال |
| I | هاکون هاکونسون هاکون جوان ۱۲۴۰–۱۲۵۷                 |       | ۱۰ نوامبر ۱۲۳۲ برگن پسر دوم هاکون چهارم و Margrete Skulesdatter | Rikissa Birgersdotter ح. ۱۲۵۱ اسلو یک پسر                                                          | ۵ مه ۱۲۵۷ تنسبرگ ۲۴ سال          |
| I | ماگنوس ششم هاکونسون Magnus the Law-mender ۱۲۵۷–۱۲۸۰ |       | ۱ مه ۱۲۳۸ تنسبرگ پسر سوم هاکون چهارم و Margrete Skulesdatter    | اینگه‌بورگ دانمارک ۱۱ سپتامبر ۱۲۶۱ برگن چهار پسر                                                    | ۹ مه ۱۲۸۰ برگن ۴۲ سال            |
| I | اریک دوم ماگنوسون ۱۲۷۳–۱۲۹۹                         |       | ح. ۱۲۶۸ برگن پسر سوم ماگنوس ششم و اینگه‌بورگ دانمارک             | (۱) مارگارت اسکاتلند سپتامبر ۱۲۸۱ برگن یک دختر (۲) ایزابل بروس پیش از ۲۵ سپتامبر ۱۲۹۳ برگن یک دختر | ۱۵ ژوئیه ۱۲۹۹ برگن ۳۰–۳۱ سال     |
| I | هاکون پنجم Magnusson ۱۲۹۹–۱۳۱۹                      |       | ۱۰ آوریل ۱۲۷۰ Tönsberg پسر چهارم ماگنوس ششم و اینگه‌بورگ دانمارک | (۱) ایزابل دو ژونی ۱۲۹۵ فرزند نداشت (۲) یوفمیا روگن ح. ۱۲۹۹ یک دختر                                | ۸ مه ۱۳۱۹ تنسبرگ ۴۹ سال          |

## دودمان بیلبو
| P | نام                                                | تصویر     | زاده                                                                    | همسر                                                | درگذشته                                |
| - | -------------------------------------------------- | --------- | ----------------------------------------------------------------------- | --------------------------------------------------- | -------------------------------------- |
| S | ماگنوس هفتم اریکسون اوت ۱۳۱۹– ۱۵ اوت ۱۳۴۳ (عزل شد) |           | ح. ۱۳۱۶ نروژ یا استکهلم تنها پسر اریک، دوک سودرمانلاند و اینگه‌بورگ نروژ | بلانش نامور ۵ نوامبر ۱۳۳۵ Bohus Castle دو پسر       | ۱ دسامبر ۱۳۷۴ Lyngholmen ۵۸ سال        |
| S | هاکون ششم ماگنوسون ۱۳۴۳–۱۳۸۰                       |           | ۱۵ اوت ۱۳۴۰ سوئد پسر دوم ماگنوس چهارم و بلانش ناموز                     | مارگریت دانمارک ۹ آوریل ۱۳۶۳ کلیسای بانوی ما یک پسر | ۱۱ سپتامبر ۱۳۸۰ Akershus Castle ۴۰ سال |
| I | هاکون ششم ماگنوسون ۱۳۴۳–۱۳۸۰                       |           | ۱۵ اوت ۱۳۴۰ سوئد پسر دوم ماگنوس چهارم و بلانش ناموز                     | مارگریت دانمارک ۹ آوریل ۱۳۶۳ کلیسای بانوی ما یک پسر | ۱۱ سپتامبر ۱۳۸۰ Akershus Castle ۴۰ سال |
| D | اولاف چهارم هاکونسون ۱۳۸۰–۱۳۸۷                     | غیر-معاصر | دسامبر ۱۳۷۰ Akershus Castle تنها پسر هاکون ششم نروژ و مارگریت اول       | هرگز ازدواج نکرد                                    | ۲۳ اوت ۱۳۸۷ Falsterbo Castle ۱۶ سال    |

## خاندان استریدسن
| P  | نام                        | تصویر | زاده                                                                 | همسر                                               | درگذشته                                             |
| -- | -------------------------- | ----- | -------------------------------------------------------------------- | -------------------------------------------------- | --------------------------------------------------- |
| DS | مارگریت ۱۳۸۰–۱۴۱۲ (دفاکتو) |       | ح. ۱۳۵۳ Vordingborg Castle کوچکترین دختروالدمار چهارم و هلویگ شلزویگ | هاکون ششم نروژ ۹ آوریل ۱۳۶۳ کلیسای بانوی ما یک پسر | ۲۸ اکتبر ۱۴۱۲ کشتی بر روی Flensburg Fjord ۵۸–۵۹ سال |

## خاندان پومرانی
| P  | نام                                                           | تصویر | زاده                                                                                   | همسر                                                       | درگذشته                               |
| -- | ------------------------------------------------------------- | ----- | -------------------------------------------------------------------------------------- | ---------------------------------------------------------- | ------------------------------------- |
| I  | اریک سوم ۸ سپتامبر ۱۳۸۹–۱۴۴۲ (عزل شد) به همراه Sigurd Jonsson |       | ح. ۱۳۸۱/۸۲ Rügenwalde Castle تنها پسر وارتیسلاو هفتم، دوک پومرانی و مری مکلنبورگ-شورین | فیلیپا انگلستان ۲۶ اکتبر ۱۴۰۶ کلیسای جامع لوند فرزند نداشت | ۳ مه ۱۴۵۹ Rügenwalde Castle ۷۶–۷۸ سال |
| DS | اریک سوم ۸ سپتامبر ۱۳۸۹–۱۴۴۲ (عزل شد) به همراه Sigurd Jonsson |       | ح. ۱۳۸۱/۸۲ Rügenwalde Castle تنها پسر وارتیسلاو هفتم، دوک پومرانی و مری مکلنبورگ-شورین | فیلیپا انگلستان ۲۶ اکتبر ۱۴۰۶ کلیسای جامع لوند فرزند نداشت | ۳ مه ۱۴۵۹ Rügenwalde Castle ۷۶–۷۸ سال |

## دودمان پالاتینت-نویمارکت
| P  | نام                                                          | تصویر                                                        | زاده                                                                                         | همسر                                                         | درگذشته                                                      |                                                              |
| -- | ------------------------------------------------------------ | ------------------------------------------------------------ | -------------------------------------------------------------------------------------------- | ------------------------------------------------------------ | ------------------------------------------------------------ | ------------------------------------------------------------ |
| DS | کریستوفر ۴ ژوئن ۱۴۴۲– ۵/۶ ژانویه ۱۴۴۸                        |                                                              | ۲۶ فوریه ۱۴۱۶ نویمارکت این در اوبرفالتز پسر پنجم جان، کنت پالاتینت-نویمارکت و کاترین پومرانی | دوروتی براندنبورگ ۱۲ سپتامبر ۱۴۴۵ کپنهاگ فرزند نداشت         | ۵/۶ ژانویه ۱۴۴۸ Kärnan Castile ۳۱ سال                        |                                                              |
| R  | دوره فترت (۱۴۴۸–۱۴۴۹) Sigurd Jonsson به عنوان نماینده پادشاه | دوره فترت (۱۴۴۸–۱۴۴۹) Sigurd Jonsson به عنوان نماینده پادشاه | دوره فترت (۱۴۴۸–۱۴۴۹) Sigurd Jonsson به عنوان نماینده پادشاه                                 | دوره فترت (۱۴۴۸–۱۴۴۹) Sigurd Jonsson به عنوان نماینده پادشاه | دوره فترت (۱۴۴۸–۱۴۴۹) Sigurd Jonsson به عنوان نماینده پادشاه | دوره فترت (۱۴۴۸–۱۴۴۹) Sigurd Jonsson به عنوان نماینده پادشاه |

## خاندان بونده
| P | نام                                             | تصویر | زاده                                                                               | همسر | درگذشته                              |
| - | ----------------------------------------------- | ----- | ---------------------------------------------------------------------------------- | --- | ------------------------------------ |
| S | کارل اول ۲۰ نوامبر ۱۴۴۹– ژوئن ۱۴۵۰ (استعفا داد) |       | ۵ اکتبر ۱۴۰۹ Ekholmen Castle تنها پسر کنوت توردشون بونده و مارگرتا کارلزدوتر سپاره | (۱) بیرگیتا بیلکه before 1 مارس ۱۴۲۹ دو فرزند (۲) کاتارینا گومسهوود ۵ اکتبر ۱۴۳۸ استکهلم نه فرزند (۳) کریستینا آبراهامسدوتر ح. ۱۴۷۰ کاخ سلطنتی استکهلم دو فرزند | ۱۴ مه ۱۴۷۰ کاخ سلطنتی استکهلم ۶۰ سال |

## خاندان اولنبورگ
| P  | نام                                                                            | تصویر                                                                          | زاده | همسر | درگذشته                                                                        |                                                                                |
| -- | ------------------------------------------------------------------------------ | ------------------------------------------------------------------------------ | --- | --- | ------------------------------------------------------------------------------ | ------------------------------------------------------------------------------ |
| DS | کریستیان اول ۲ اوت ۱۴۵۰– ۲۱ مه ۱۴۸۱                                            |                                                                                | فوریه ۱۴۲۶ اولدنبورگ بزرگترین پسر دیتریش، کنت اولدنبورگ و هلویگ شائونبورگ                                                                          | دوروتی براندنبورگ ۲۸ اکتبر ۱۴۴۹ کلیسای بانوی ما پنج فرزند | ۲۱ مه ۱۴۸۱ Copenhagen Castle ۵۵ سال                                            |                                                                                |
| R  | دوره فترت (۱۴۸۱–۱۴۸۳) Jon Svaleson Smør به عنوان حاکم                          | دوره فترت (۱۴۸۱–۱۴۸۳) Jon Svaleson Smør به عنوان حاکم                          | دوره فترت (۱۴۸۱–۱۴۸۳) Jon Svaleson Smør به عنوان حاکم                                                                                              | دوره فترت (۱۴۸۱–۱۴۸۳) Jon Svaleson Smør به عنوان حاکم | دوره فترت (۱۴۸۱–۱۴۸۳) Jon Svaleson Smør به عنوان حاکم                          | دوره فترت (۱۴۸۱–۱۴۸۳) Jon Svaleson Smør به عنوان حاکم                          |
| DS | یوهان ۲۰ ژوئیه ۱۴۸۳– ۲۰ فوریه ۱۵۱۳                                             |                                                                                | ۲ فوریه ۱۴۵۵ Aalborghus Castle پسر سوم کریستیان اول و دوروتی براندنبورگ                                                                            | Christina of Saxony ۶ سپتامبر ۱۴۷۸ کپنهاگ پنج فرزند | ۲۰ فوریه ۱۵۱۳ Aalborghus Castle ۵۸ سال                                         |                                                                                |
| DS | کریستیان دوم ۲۲ ژوئیه ۱۵۱۳–۱۵۲۳ (عزل شد)                                       |                                                                                | ۱ ژوئیه ۱۴۸۱ Nyborg Castle پسر دوم یوهان و کریستینا ساکسونی                                                                                        | ایزابلا اتریش ۱۲ اوت ۱۵۱۵ کپنهاگ شش فرزند | ۲۵ ژانویه ۱۵۵۹ Kalundborg Castle ۷۷ سال                                        |                                                                                |
| D  | کریستیان دوم ۲۲ ژوئیه ۱۵۱۳–۱۵۲۳ (عزل شد)                                       |                                                                                | ۱ ژوئیه ۱۴۸۱ Nyborg Castle پسر دوم یوهان و کریستینا ساکسونی                                                                                        | ایزابلا اتریش ۱۲ اوت ۱۵۱۵ کپنهاگ شش فرزند | ۲۵ ژانویه ۱۵۵۹ Kalundborg Castle ۷۷ سال                                        |                                                                                |
| D  | فردریک اول ۱۵۲۳–۱۵۳۳                                                           |                                                                                | ۷ اکتبر ۱۴۷۱ Haderslevhus Castle پسر چهارم کریستیان اول و دوروتی براندنبورگ                                                                        | (۱) آنا براندنبورگ ۱۰ آوریل ۱۵۰۲ اشتندل دو فرزند (۲) سوفی پومرانی ۹ اکتبر ۱۵۱۸ Kiel Castle شش فرزند                                                                                               | ۱۰ آوریل ۱۵۳۳ Gottorp Castle ۶۱ سال                                            |                                                                                |
| R  | دوره فترت (۱۵۳۳–۱۵۳۷) اولاف انگلبرکتسون به عنوان حاکم                          | دوره فترت (۱۵۳۳–۱۵۳۷) اولاف انگلبرکتسون به عنوان حاکم                          | دوره فترت (۱۵۳۳–۱۵۳۷) اولاف انگلبرکتسون به عنوان حاکم                                                                                              | دوره فترت (۱۵۳۳–۱۵۳۷) اولاف انگلبرکتسون به عنوان حاکم | دوره فترت (۱۵۳۳–۱۵۳۷) اولاف انگلبرکتسون به عنوان حاکم                          | دوره فترت (۱۵۳۳–۱۵۳۷) اولاف انگلبرکتسون به عنوان حاکم                          |
| D  | کریستیان سوم ۱۵۳۷– ۱ ژانویه ۱۵۵۹                                               |                                                                                | ۱۲ اوت ۱۵۰۳ Gottorp Castle تنها پسر فردریک اول و آنا براندنبورگ                                                                                    | دوروتی زاکس-لاونبورگ ۲۹ اکتبر ۱۵۲۵ Lauenburg Castle پنج فرزند | ۱ ژانویه ۱۵۵۹ Koldinghus Castle ۵۵ سال                                         |                                                                                |
| D  | فردریک دوم ۱۵۵۹–۱۵۸۸                                                           |                                                                                | ۱ ژوئیه ۱۵۳۴ Haderslevhus Castle بزرگترین پسر کریستیان سوم و دوروتی زاکس-لاونبورگ                                                                  | زوفی مکلنبورگ ۲۰ ژوئیه ۱۵۷۲ کپنهاگ هشت فرزند | ۴ آوریل ۱۵۸۸ Antvorskov Castle ۵۳ سال                                          |                                                                                |
| D  | کریستیان چهارم ۴ آوریل ۱۵۸۸– ۲۸ فوریه ۱۶۴۸                                     |                                                                                | ۱۲ آوریل ۱۵۷۷ Frederiksborg Palace بزرگترین پسر فردریک دوم و زوفی مکلنبورگ                                                                         | (۱) آن کاترین براندنوبرگ ۲۷ نوامبر ۱۵۹۷ Haderslevhus Castle هفت فرزند (۲) Kirsten Munk ۳۱ دسامبر ۱۶۱۵ کپنهاگ دوازده فرزند                                                                         | ۲۸ فوریه ۱۶۴۸ قلعه روزنبرگ ۷۰ سال                                              |                                                                                |
| D  | فردریک سوم ۱ مه ۱۶۴۸– ۹ فوریه ۱۶۷۰                                             |                                                                                | ۱۸ مارس ۱۶۰۹ Haderslevhus Castle پسر سوم کریستیان چهارم و آن کاترین براندنبورگ                                                                     | سوفی آمالی برانشوایگ-لونبورگ ۱ اکتبر ۱۶۴۳ Glücksburg Castle هشت فرزند | ۹ فوریه ۱۶۷۰ Copenhagen Castle ۶۰ سال                                          |                                                                                |
| D  | کریستیان پنجم ۹ فوریه ۱۶۷۰– ۲۵ اوت ۱۶۹۹                                        |                                                                                | ۱۵ آوریل ۱۶۴۶ Duborg Castle بزرگترین پسر فردریک سوم و سوفی آمالی برانشوایگ-لونبورگ                                                                 | شارلوت آمالی هسه-کاسل ۲۵ ژوئن ۱۶۶۷ Nykøbing Castle هشت فرزند | ۲۵ اوت ۱۶۹۹ Copenhagen Castle ۵۳ سال                                           |                                                                                |
| D  | فردریک چهارم ۲۵ اوت ۱۶۹۹– ۱۲ اکتبر ۱۷۳۰                                        |                                                                                | ۱۱ اکتبر ۱۶۷۱ Copenhagen Castle بزرگترین پسر کریستیان پنجم و شارلوت آمالی هسه-کاسل                                                                 | (۱) لوئیز مکلنبورگ-گوتزرو ۵ دسامبر ۱۶۹۵ کپنهاگ پنج فرزند (۲) الیزابت هلن فن فیرگ ۶ سپتامبر ۱۷۰۳ یک پسر (۳) آن سوفی Reventlow ۴ آوریل ۱۷۲۱ کپنهاگ سه فرزند                                         | ۱۲ اکتبر ۱۷۳۰ Odense Palace ۵۹ سال                                             |                                                                                |
| D  | کریستیان ششم ۱۲ اکتبر ۱۷۳۰– ۶ اوت ۱۷۴۶                                         |                                                                                | ۳۰ نوامبر ۱۶۹۹ Copenhagen Castle پسر دوم فردریک چهارم و لوئیز مکلنبورگ-گوتزرو                                                                      | سوفیا ماگدالن براندنبورگ-کولمباخ ۷ اوت ۱۷۲۱ Pretzsch Castle سه فرزند | ۶ اوت ۱۷۴۶ Hirschholm Palace ۴۶ سال                                            |                                                                                |
| D  | فردریک پنجم ۶ اوت ۱۷۴۶– ۱۴ ژانویه ۱۷۶۶                                         |                                                                                | ۳۱ مارس ۱۷۲۳ Copenhagen Castle تنها پسر کریستیان ششم و سوفیا ماگدالن براندنبورگ-کولمباخ                                                            | (۱) Louise of Great Britain ۱۱ دسامبر ۱۷۴۳ التونا پنج فرزند (۲) یولینا ماریا براونشوایگ-ولفنبوتل ۸ ژوئیه ۱۷۵۲ Frederiksborg Palace یک پسر                                                         | ۱۴ ژانویه ۱۷۶۶ Christiansborg Palace ۴۲ سال                                    |                                                                                |
| D  | کریستیان هفتم ۱۴ ژانویه ۱۷۶۶– ۱۳ مارس ۱۸۰۸                                     |                                                                                | ۲۹ ژانویه ۱۷۴۹ Christiansborg Palace پسر دوم فردریک پنجم و لوئیز بریتانیای کبیر                                                                    | کارولین ماتیلدا بریتانیای کبیر ۸ نوامبر ۱۷۶۶ Christiansborg Palace دو فرزند | ۱۳ مارس ۱۸۰۸ رندزبرگ ۵۹ سال                                                    |                                                                                |
| D  | فردریک ششم ۱۳ مارس ۱۸۰۸– ۷ فوریه ۱۸۱۴ (استعفا داد)                             |                                                                                | ۲۸ ژانویه ۱۷۶۸ Christiansborg Palace تنها پسر کریستیان هفتم و کارولین ماتیلدا بریتانیای کبیر                                                       | ماری سوفی هسه-کاسل ۳۱ ژوئیه ۱۷۹۰ Gottorp Castle هشت فرزند | ۳ دسامبر ۱۸۳۹ Amalienborg Palace ۷۰ سال                                        |                                                                                |
| R  | دوره فترت (۷ فوریه ۱۸۱۴–۱۷ مه ۱۸۱۴) کریستیان فردریک به عنوان حاکم              | دوره فترت (۷ فوریه ۱۸۱۴–۱۷ مه ۱۸۱۴) کریستیان فردریک به عنوان حاکم              | دوره فترت (۷ فوریه ۱۸۱۴–۱۷ مه ۱۸۱۴) کریستیان فردریک به عنوان حاکم                                                                                  | دوره فترت (۷ فوریه ۱۸۱۴–۱۷ مه ۱۸۱۴) کریستیان فردریک به عنوان حاکم | دوره فترت (۷ فوریه ۱۸۱۴–۱۷ مه ۱۸۱۴) کریستیان فردریک به عنوان حاکم              | دوره فترت (۷ فوریه ۱۸۱۴–۱۷ مه ۱۸۱۴) کریستیان فردریک به عنوان حاکم              |
| I  | کریستیان فردریک ۱۷ مه ۱۸۱۴– ۱۴ اوت ۱۸۱۴ (استعفا داد)                           |                                                                                | ۱۸ سپتامبر ۱۷۸۶ Christiansborg Palace بزرگترین پسر Frederick, Hereditary Prince of Denmark and Norway and Sophia Frederica of Mecklenburg-Schwerin | (۱) Charlotte Frederica of Mecklenburg-Schwerin ۲۱ ژوئن ۱۸۰۶ Ludwigslust Castle دو پسر (۲) Caroline Amalie of Schleswig-Holstein-Sonderburg-Augustenburg ۲۲ مه۱۸۱۵ Augustenburg Palace no فرزندان | ۲۰ ژانویه ۱۸۴۸ Amalienborg Palace ۶۱ سال                                       |                                                                                |
| R  | دوره فترت (۱۴ اوت ۱۸۱۴–۴ نوامبر ۱۸۱۴) Marcus Gjøe Rosenkrantz به عنوان صدراعظم | دوره فترت (۱۴ اوت ۱۸۱۴–۴ نوامبر ۱۸۱۴) Marcus Gjøe Rosenkrantz به عنوان صدراعظم | دوره فترت (۱۴ اوت ۱۸۱۴–۴ نوامبر ۱۸۱۴) Marcus Gjøe Rosenkrantz به عنوان صدراعظم                                                                     | دوره فترت (۱۴ اوت ۱۸۱۴–۴ نوامبر ۱۸۱۴) Marcus Gjøe Rosenkrantz به عنوان صدراعظم | دوره فترت (۱۴ اوت ۱۸۱۴–۴ نوامبر ۱۸۱۴) Marcus Gjøe Rosenkrantz به عنوان صدراعظم | دوره فترت (۱۴ اوت ۱۸۱۴–۴ نوامبر ۱۸۱۴) Marcus Gjøe Rosenkrantz به عنوان صدراعظم |

## اتحاد کالمار
| P | نام                                    | تصویر | زاده                                                                     | همسر                                                                           | درگذشته                         |
| - | -------------------------------------- | ----- | ------------------------------------------------------------------------ | ------------------------------------------------------------------------------ | ------------------------------- |
| S | Charles II ۴ نوامبر ۱۸۱۴– ۵ فوریه ۱۸۱۸ |       | ۷ اکتبر ۱۷۴۸ کاخ استکهلم پسر دوم آدولف فردریک سوئد و لوئیزا اولریکا پروس | هدویگ الیزابت شارلوت هولشتاین-گوتورپ ۷ ژوئیه ۱۷۷۴ کلیسای جامع استکلهم دو فرزند | ۵ فوریه ۱۸۱۸ کاخ استکهلم ۶۹ سال |

## هولشتاین-گوتورپبرنادوت
| P | نام                                                                           | تصویر                                                                         | زاده                                                                          | همسر                                                                          | درگذشته                                                                       |                                                                               |
| - | ----------------------------------------------------------------------------- | ----------------------------------------------------------------------------- | ----------------------------------------------------------------------------- | ----------------------------------------------------------------------------- | ----------------------------------------------------------------------------- | ----------------------------------------------------------------------------- |
| S | Charles III John ۵ فوریه ۱۸۱۸– ۸ مارس ۱۸۴۴                                    |                                                                               | ۲۶ ژانویه ۱۷۶۳ پو پسر ژان آنری برنادوت و Jeanne de Saint Vincent              | دزیره کلاری ۱۷ اوت ۱۷۹۸ Sceaux یک پسر                                         | ۸ مارس ۱۸۴۴ کاخ استکهلم ۸۱ سال                                                |                                                                               |
| S | اسکار اول ۸ مارس ۱۸۴۴– ۸ ژوئیه ۱۸۵۹                                           |                                                                               | ۴ ژوئیه ۱۷۹۹ پاریس تنها پسر Charles III John و دزیره کلاری                    | ژوزفین لوختنبرگ ۱۹ ژوئن ۱۸۲۳ کلیسای جامع استکهلم پنج فرزند                    | ۸ ژوئیه ۱۸۵۹ کاخ استکهلم ۶۰ سال                                               |                                                                               |
| S | کارل پانزدهم ۸ ژوئیه ۱۸۵۹– ۱۸ سپتامبر ۱۸۷۲                                    |                                                                               | ۳ مه ۱۸۲۶ کاخ استکهلم بزرگترین پسر اسکار اول و ژوزفین لوختنبرگ                | لوئیز هلند ۱۹ ژوئن ۱۸۵۰ کلیسای جامع استکهلم دو فرزند                          | ۱۸ سپتامبر ۱۸۷۲ مالمو ۴۶ سال                                                  |                                                                               |
| S | اسکار دوم ۱۸ سپتامبر ۱۸۷۲– ۷ ژوئن ۱۹۰۵ یا ۲۶ اکتبر ۱۹۰۵ (خلع شد)              |                                                                               | ۲۱ ژانویه ۱۸۲۹ کاخ استکهلم پسر سوم اسکار اول و ژوزفین لوختنبرگ                | سوفیا ناساو ۶ ژوئن ۱۸۵۷ کاخ Biebrich چهار فرزند                               | ۸دسامبر ۱۹۰۷ کاخ استکهلم ۷۸ سال                                               |                                                                               |
| R | فترت (۷ ژوئن /۲۶ اکتبر ۱۹۰۵–۱۸ نوامبر ۱۹۰۵) کریستیان میکلسن به عنوان نخست‌وزیر | فترت (۷ ژوئن /۲۶ اکتبر ۱۹۰۵–۱۸ نوامبر ۱۹۰۵) کریستیان میکلسن به عنوان نخست‌وزیر | فترت (۷ ژوئن /۲۶ اکتبر ۱۹۰۵–۱۸ نوامبر ۱۹۰۵) کریستیان میکلسن به عنوان نخست‌وزیر | فترت (۷ ژوئن /۲۶ اکتبر ۱۹۰۵–۱۸ نوامبر ۱۹۰۵) کریستیان میکلسن به عنوان نخست‌وزیر | فترت (۷ ژوئن /۲۶ اکتبر ۱۹۰۵–۱۸ نوامبر ۱۹۰۵) کریستیان میکلسن به عنوان نخست‌وزیر | فترت (۷ ژوئن /۲۶ اکتبر ۱۹۰۵–۱۸ نوامبر ۱۹۰۵) کریستیان میکلسن به عنوان نخست‌وزیر |

## شلسویگ-هولشتاین-سوندربورگ-گلوکسبورگ
در ۱۹۰۵، Carl of Denmark was elected پادشاه نروژ و took the نام Haakon VII. همراه وی the خاندان اولدنبورگ دوباره بر تخت پادشاهی نشست.پادشاهان خاندانشلسویگ-هولشتاین-سوندربورگ-گلوکسبورگ عموزادگان خاندان سلطنتی پادشاهان حاکم بر دانمارک امروزی هستند. همچنین نسب مادری خاندان شلسویگ-هولشتاین-سوندربورگ-گلوکسبورگ به خاندان سلطنتی کنونی سوئد یعنی خاندان برنادوت می‌رسد.
| P | نام                                        | تصویر | زاده                                                                | همسر                                                 | درگذشته                                             |
| - | ------------------------------------------ | ----- | ------------------------------------------------------------------- | ---------------------------------------------------- | --------------------------------------------------- |
| I | هاکن هفتم ۱۸ نوامبر ۱۹۰۵– ۲۱ سپتامبر ۱۹۵۷  |       | ۳ اوت ۱۸۷۲ کاخ شارلوتنلوند پسر دوم فردریک هشتم دانمارک و لوئیز سوئد | Maud of Wales ۲۲ ژوئیه ۱۸۹۶ کاخ باکینگهام یک پسر     | ۲۱ سپتامبر ۱۹۵۷ کاخ سلطنتی، اسلو ۸۵ سال             |
| I | اولاف پنجم ۲۱ سپتامبر ۱۹۵۷– ۱۷ ژانویه ۱۹۹۱ |       | ۲ ژوئیه ۱۹۰۳ کاخ ساندرینگهام تنها پسر هاکن هفتم و Maud of Wales     | مارتا سوئد ۲۱ مارس ۱۹۲۹ کلیسای جامع اسلو سه فرزند    | ۱۷ ژانویه ۱۹۹۱ The Royal Lodge, Holmenkollen ۸۷ سال |
| I | هارالد پنجم ۱۷ ژانویه ۱۹۹۱– تاکنون         |       | ۲۱ فوریه ۱۹۳۷ Skaugum تنها پسر اولاف پنجم و مارتا سوئد              | سونیا هارالدسن ۲۹ اوت ۱۹۶۸ کلیسای جامع اسلو دو فرزند | Incumbent                                           |